# Temporada da NBA de 2002–03
A Temporada da NBA de 2002-03 foi a 57º temporada da National Basketball Association. O campeão foi o San Antonio Spurs.